# Universidad de Zhejiang
La Universidad de Zhejiang (Chino simplificado: 浙江大学; Chino tradicional: 浙江大學; Pinyin: Zhèjiāng Dàxué) es una universidad nacional de China. Fundada en 1897, la Universidad de Zhejiang es una de las instituciones de educación superior más antiguas y prestigiosas de China. Es un miembro de la Liga C9, la Alianza de Universidades del delta del Yangtze y la Asociación de Universidades de la Cuenca del Pacífico.
El campus universitario se encuentra en la ciudad de Hangzhou, a aproximadamente 180 km al suroeste de Shanghái. La colección de la Biblioteca de la Universidad de Zhejiang contiene cerca de 7 millones de volúmenes, por lo que es una de las mayores bibliotecas académicas de China.

## Historia

### Dinastía Qing

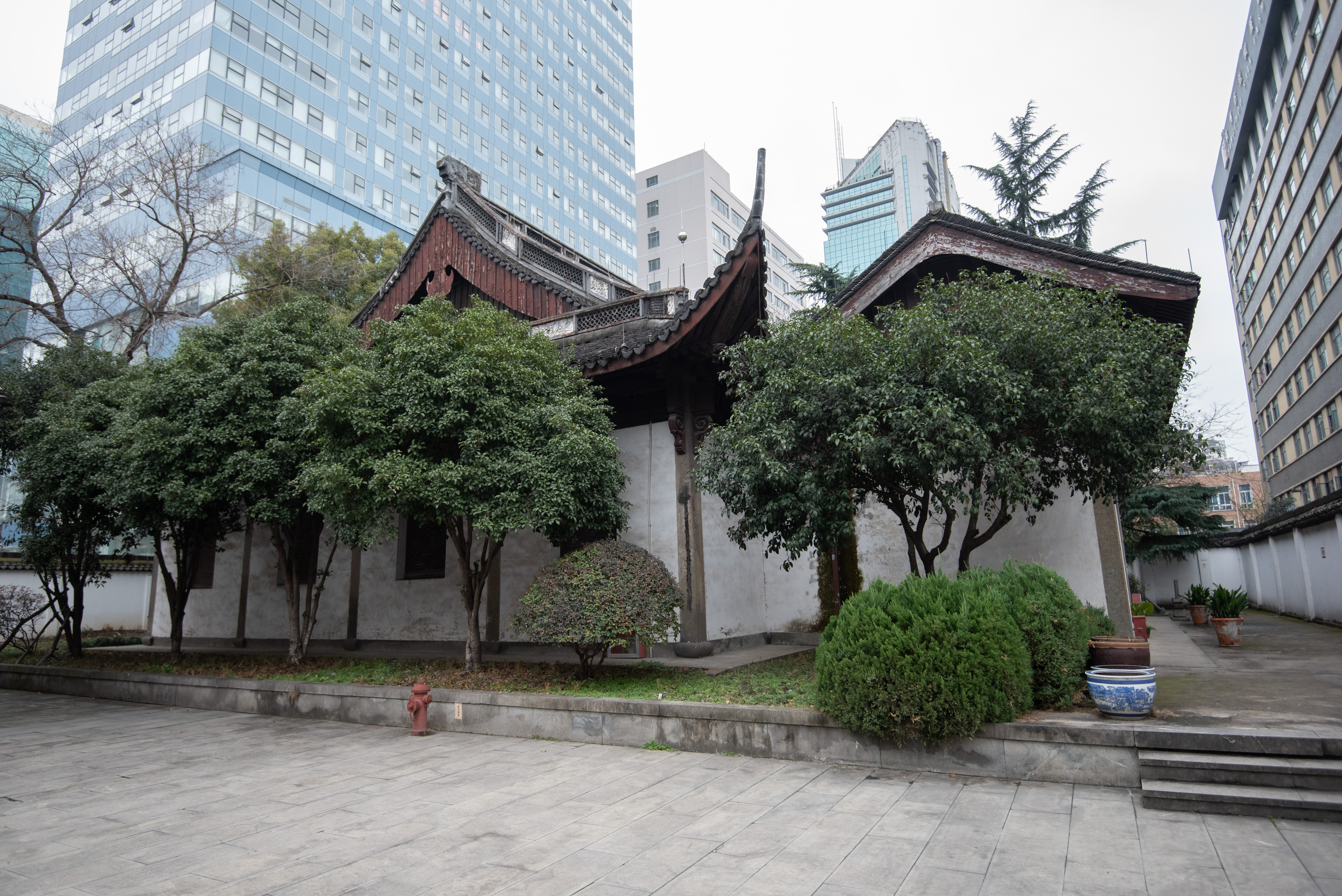
Templo Puci, la antigua sede de la Academia Qiushi y los Institutos Superiores Chekiang, permanece en el centro de la ciudad de Hangzhou. La carretera cercana recibió el nombre de Daxue Road, que significa la carretera de la universidad.

Fundada por el alcalde de Hangzhou Lin Qi como la primera institución de educación superior en Zhejiang y una de las primeras de su tipo en China en 1897, la Academia Qiushi fue el principal predecesor de la ZJU.  Lin estudió el sistema de educación superior occidental y lo aplicó a la Academia Qiushi. Debido a las reformas educativas de 1902 y 1904 en China, la Academia Qiushi pasó a llamarse Universidad Chekiang en 1902, y a los Institutos Superiores de Chekiang en 1903. Debido a la controversia sobre la nueva reforma planeada de los Institutos bajo el nuevo gobierno republicano después de la revolución de 1911, los Institutos dejaron de reclutar estudiantes desde 1912, y luego fue cerrado en 1914.

### Época republicana

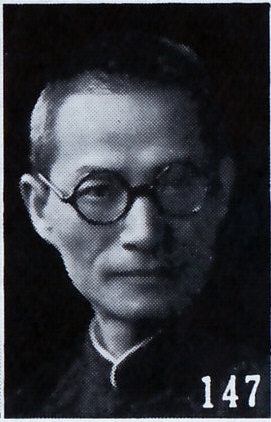
Jiang Menglin, el primer presidente de la Universidad Nacional de Chekiang.

Con la llegada al poder de los nacionalistas tras la Expedición al Norte en julio de 1927, el gobierno provincial de Zhejiang devolvió las propiedades de los antiguos Institutos Superiores de Chekiang, con lo que los exalumnos de Chekiang y Qiushi restablecieron la universidad, con el nombre de Tercera Universidad Nacional Chungshan. Universidad, al fusionar el Colegio Industrial de Chekiang y el Colegio Agrícola de Chekiang. El 1 de abril de 1928 la universidad pasó a llamarse Universidad de Chekiang y de nuevo pasó a llamarse a Universidad Nacional Chekiang más tarde el año. La Universidad de Chekiang, Universidad de Chekiang, y también se utilizaron otros nombres en inglés.
Jiang Menglin, que se graduó en Chekiang en 1903 fue el primer presidente del restablecido instituto desde julio de 1927, pero fue nombrado ministro de Educación en el nuevo gobierno nacionalista en mayo de 1928. Pronto asumió la presidencia Shao Peizi, que era un graduado de Qiushi, entonces profesor de Chekiang y uno de los principales contribuyentes al restablecimiento de Chekiang en 1927. Sin embargo, a pesar de la invitación de Chiang Kai-shek, Shao se negó a unirse al Kuomintang (KMT), lo que empeoró su relación con el gobierno nacionalista, provocando finalmente la crisis financiera de la universidad y haciendo que dimitiera en marzo de 1932, ya que la invasión japonesa en curso en Shanghái interrumpió la financiación pública a la universidad.
Pronto, Cheng Tien-fong, miembro del KMT, fue nombrado nuevo presidente. Durante su presidencia, la universidad pasó a ser financiada directamente por el gobierno central, en lugar del gobierno provincial. Chiang también escribió una carta personal al gobierno provincial de Zhejiang para que resolviera los problemas financieros de la universidad. En marzo de 1933, Zing-Yang Kuo, un notable psicólogo y también leal miembro del Kuomintang que daba clases en Chekiang, fue nombrado nuevo presidente. Kuo amplió la universidad con un nuevo campus, que más tarde se conoció como Campus Huajiachi. Sin embargo, el gobierno nacionalista se hizo impopular entre el pueblo con la escalada de los conflictos chino-japoneses y la postura blanda del gobierno contra la invasión. Durante el Movimiento del 9 de diciembre de 1935, los estudiantes expulsaron a Kuo, acusándole de connivencia con la policía para detener a los estudiantes que protestaban. Como resultado, Chiang Kai-shek, el jefe del gobierno, acudió a la universidad en persona y acabó comprometiéndose con los estudiantes y el profesorado.

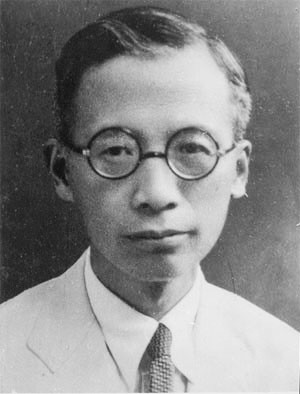
Chu Kochen, presidente de la Universidad Nacional de Chekiang durante 1936-1949

Chu Kochen, un académico que nunca había ocupado ningún cargo político, fue recomendado a Chiang Kai-shek por el escritor de discursos de Chiang y exalumno de Chekiang, Chen Bulei, y así se convirtió en el presidente de Chekiang en abril de 1936. El juramento de Chu fue administrado por Jiang Mengling, el primer presidente de Chekiang y luego presidente de Pekín. Con un fuerte apoyo financiero y plena autoridad en los nombramientos políticos dentro de la universidad, tal y como había prometido Chen Bulei, Chu Kochen reclutó así a destacadas figuras de la Sociedad Científica de China así como del La Revista Crítica. Group, lo que impulsó significativamente la reputación académica de Chekiang.
En la última mitad de 1937, estalló la Segunda Guerra Chino-Japonesa, y debido al invasor Ejército Imperial Japonés, la universidad fue evacuada de Hangzhou al Yishan, Zunyi y finalmente al Meitan en la provincia suroccidental de Guizhou. Los estudiantes de Chekiang también llevaban colecciones históricas de Zhejiang, incluyendo el Siku Quanshu almacenado en el Pabellón Wenlan, para evitar que cayeran en manos japonesas. En Meitan, T. C. Hsu recibió formación de posgrado por parte del genetista Tan Jiazhen, a pesar de las penurias de la guerra. Clasificada sistemáticamente entre las 3 mejores del país durante esa época, la Universidad Nacional Che Kiang fue elogiada como una de las cuatro universidades más destacadas de la República de China, junto con la Universidad Nacional Central, la Universidad Nacional Asociada del Suroeste y la Universidad Nacional de Wuhan. Como director de la Oficina de Cooperación Científica Sino-Británica en Chongqing, Joseph Needham visitó el campus de la universidad en tiempos de guerra dos veces en 1944, durante las cuales aclamó a la universidad como el "Cambridge del Este"."
El 5 de marzo de 1945, Fei Gong, un profesor de política de Chekiang que cofirmó una declaración para pedir el fin del gobierno unipartidista del Kuomintang a finales de febrero, fue encontrado desaparecido cuando visitaba la Universidad de Fudan en la capital de la época de la guerra, Chongqing. El suceso se convirtió posteriormente en una causa célebre. En general, se cree que Fei fue secuestrado y asesinado por el gobierno nacionalista. La liberación de Fei y de los prisioneros políticos fue una de las condiciones previas que los comunistas propusieron al Kuomintang durante las negociaciones de paz posteriores a la guerra civil. Al finalizar la Segunda Guerra Mundial en 1945, la universidad regresó a Hangzhou a principios de 1946 y fundó su propia escuela de medicina según una orden del gobierno en agosto de 1945. En marzo de 1947 se creó un hospital afiliado. Cuando el gobierno nacionalista tomó el control de Taiwán, los profesores de Chekiang Luo Zongluo, Su Buqing, Chen Jiangong y Cai Zhenghua fueron enviados a Taipéi para hacerse cargo y reorganizar la antigua Universidad Imperial de Taihoku. Así, Luo Zongluo fue el primer presidente de la Universidad Nacional de Taiwán tras la reorganización. 

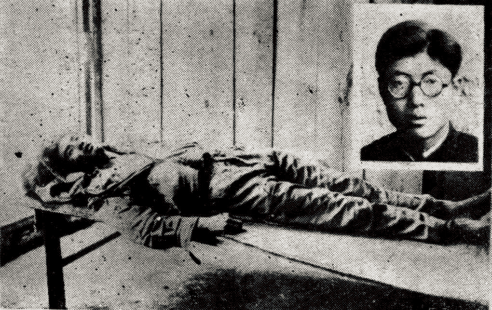
El cadáver de Yu Zisan.

La ruptura de la coalición Kuomintang-Comunista y las negociaciones de paz a principios de 1946 fueron seguidas pronto por una guerra civil, durante la cual Chekiang fue el centro de la el izquierdismo aclamado como "la fortaleza de la democracia", debido a la tolerancia del presidente Chu hacia el discurso izquierdista y la protección de los estudiantes de izquierdas. En octubre de 1947, Yu Zisan, jefe del sindicato estudiantil de Chekiang, fue detenido por ser un "bandido comunista" y luego murió en la cárcel. La afirmación del gobierno de que Yu murió de suicidio fue ampliamente puesta en duda, provocando una protesta a nivel local y nacional, de la que se hicieron eco la Tsinghua, la Pekín, la Nankai, la Xiamen y otras múltiples universidades y escuelas de China.

### República Popular

#### Antes de la reorganización
Los comunistas tomaron el control de la mayor parte de la China continental y formaron un nuevo gobierno a finales de 1949. Chu dimitió como presidente de Chekiang, a petición del gobierno nacionalista, pero no siguió al gobierno para huir a Taiwán, a pesar de la petición en persona de Chiang Ching-kuo. Más de 60 de los miembros de la Academia Sinica decidieron quedarse en la interior, entre ellos los cinco miembros de Chekiang no se fueron a Taiwán. Mientras tanto, muchos exalumnos de Chekiang se fueron a Taiwán con el gobierno nacionalista, entre ellos Chang Chi-yun, Tsen-cha Tsao, Kan Chia-ming, etc. En octubre de 1950, la universidad fue rebautizada como Universidad de Chekiang, eliminando "Nacional" de su nombre, de acuerdo con la orden del Ministerio de Educación del nuevo gobierno comunista.  Sin embargo, el nombre sigue utilizándose en raras ocasiones, por ejemplo, la Asociación Nacional de Antiguos Alumnos de la Universidad de Chekiang en Norteamérica.
En 1952, el reajuste del sistema de educación terciaria de China transformó la Universidad de Zhejiang, que pasó de ser una universidad nacional integral a una universidad especializada en ingeniería. Sus departamentos de ciencias fueron enviados a instituciones académicas como la Universidad de Fudan, la Universidad Normal de China Oriental y la Academia China de Ciencias. Su facultad de humanidades se fusionó con la Universidad de Hangchow para formar el Colegio de Profesores de Zhejiang, que posteriormente se convirtió en la Universidad de Hangzhou. Su facultad de medicina se fusionó con la Facultad de Medicina de Chekiang para convertirse en la Universidad de Medicina de Zhejiang. Sus departamentos de agricultura y horticultura se convirtieron en una Universidad Agrícola de Zhejiang independiente. Ese mismo año, los departamentos de ingeniería química de la Universidad de Zhejiang, y algunas otras partes tecnológicas pasaron a la antigua Escuela de Ingeniería Química de Hangzhou, ahora conocida como Universidad Tecnológica de Zhejiang. Y el decano Li Shouheng, que fue uno de los principales fundadores de la ingeniería química moderna de China, fue señalado para ser el primer presidente de la nueva universidad. La división de la Universidad de Zhejiang contó con la oposición del profesorado, entre ellos Su Buqing y Tan Jiazhen afirmaron en su día que boicotearían el traslado.

#### Tras la reorganización
A lo largo de las décadas de 1950 y 1960, la Universidad de Zhejiang fue dirigida por su vicepresidente Liu Dan, quien optó por construir un nuevo campus cerca de la Colina de Laohe. El campus entró en funcionamiento en 1956, ahora conocido como Campus de Yuquan. El antiguo campus de la Universidad de Zhejiang en Huajiachi fue utilizado entonces por la Universidad Agrícola de Zhejiang. Ese mismo año, por decisión del vicepresidente Liu, la Universidad de Zhejiang comenzó de nuevo a ofrecer educación en ciencias, además de la educación en ingeniería que quedaba, a pesar de la influencia soviética imperante en la educación superior, en la que se prefieren las universidades especializadas. Sin embargo, la Campaña Antiderechista y la Gran Hambruna socavaron este esfuerzo.
En marzo de 1960, se planeó la fusión de los departamentos de metalurgia, geología e ingeniería civil de la Universidad de Zhejiang con el Instituto Textil de Zhejiang, el Instituto de Ingeniería Mecánica de Zhejiang y el Instituto de Ingeniería Eléctrica de Zhejiang para formar la Facultad de Ingeniería de Hangzhou, que fue cancelada y refundida en la Universidad de Zhejiang en septiembre de 1961, excepto el departamento textil, que se convirtió en el Instituto Textil de Zhejiang, posteriormente conocido como Universidad Sci-Tech de Zhejiang. El gobierno planeó fusionar la Facultad de Ingeniería de Hangzhou con una escuela de metalurgia en el Deqing, pero la Gran Hambruna China detuvo el plan de reubicación. Los institutos de Ingeniería Mecánica y Eléctrica que se fusionaron en la Universidad de Zhejiang se separaron de ésta en 1964 para formar una Escuela de Ingeniería de Zhejiang independiente, ahora conocida como Instituto de Ingeniería Mecánica y Eléctrica de Zhejiang. En 1963, la Universidad de Zhejiang fue seleccionada como Universidad Nacional Clave.

#### Durante la Revolución Cultural

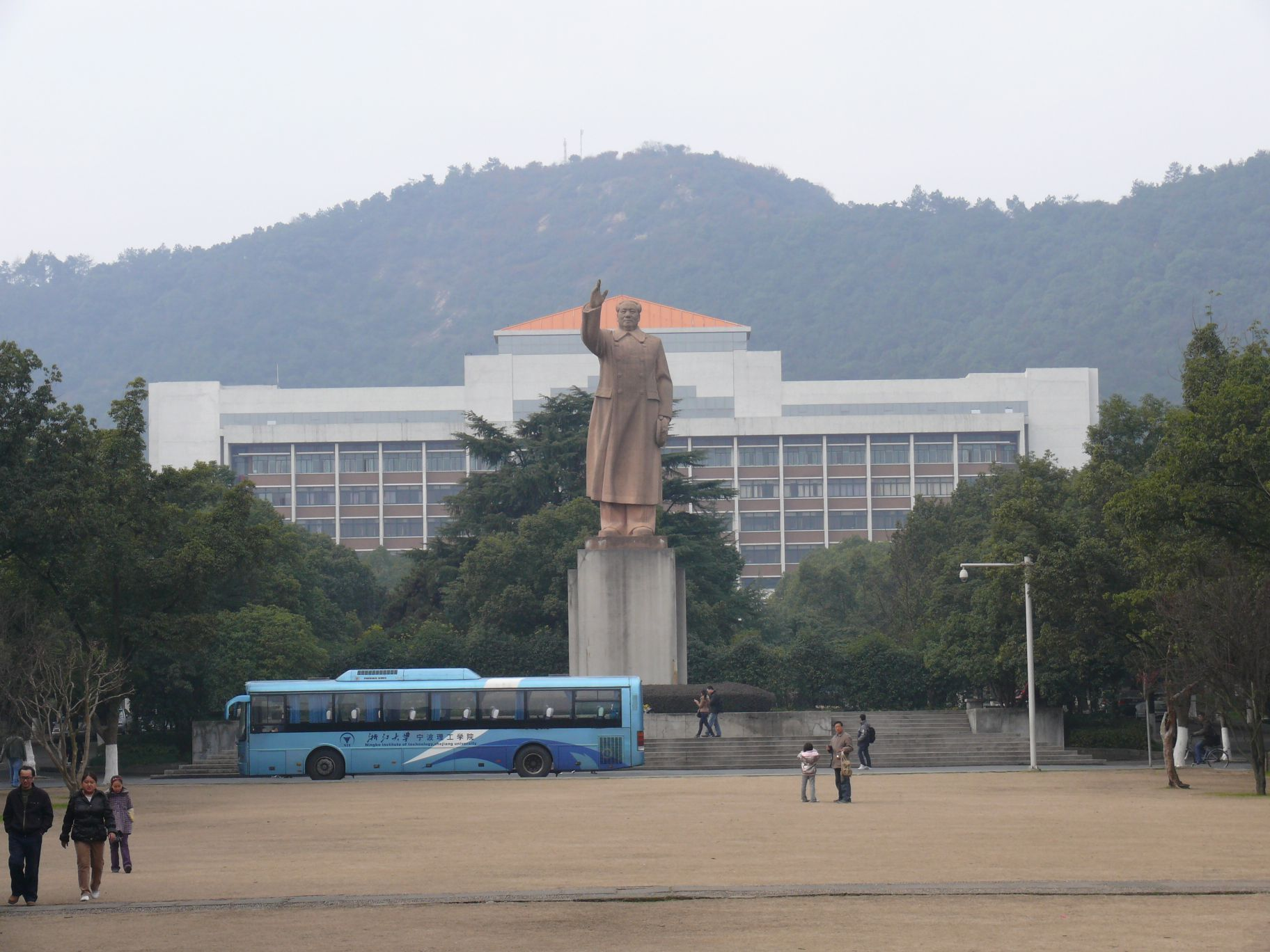
Una estatua de Mao Zedong fue colocada en el campus de la Universidad de Zhejiang el 26 de diciembre de 1969 como resultado del culto a la personalidad de Mao Zedong durante la Revolución Cultural, que sigue siendo un hito importante en el Campus de Yuquan.

El Movimiento de Educación Socialista de 1963 a 1965 y la Revolución Cultural de 1966 a 1976 hicieron que la mayor parte del profesorado de la Universidad de Zhejiang, incluido Liu Dan, fuera atacado, lo que provocó el cese de la mayoría de las actividades docentes. La mayoría del profesorado fue perseguido por los estudiantes autoorganizados durante la Revolución Cultural.
Durante la Revolución Cultural de 1966 a 1976, las universidades de toda China dejaron de impartir clases a los estudiantes debido al caos político y los exámenes nacionales dejaron de celebrarse hasta 1977. En 1966, los estudiantes de la Universidad de Zhejiang protegieron el Templo de Lingying para que no fuera destruido por los Guardias Rojos, en su mayoría estudiantes de secundaria de Hangzhou. El suceso se conoce como el Incidente del Templo Lingyin. Los estudiantes de la Universidad de Zhejiang se hicieron eco de los aldeanos locales y de los ciudadanos de Hangzhou, así como de los estudiantes de la Universidad de Hangzhou y de la Academia de Arte Lu Xun de Zhejiang, que se unieron a ellos para proteger el templo. El suceso terminó con una orden directa del Premier Zhou Enlai a los Guardias Rojos para que protegieran el templo.

#### Después de la Revolución Cultural
Después de la revolución cultural, Liu Dan fue galardonado como presidente honorario de la universidad, el único en la historia de la universidad. Se unió a tres presidentes honorarios, es decir, Kuang Yaming de la Universidad de Nankín, Li Shusen de la Universidad de Tianjin y Qu Bochuan de la Instituto Tecnológico de Dalian para redactar una carta de asesoramiento al Comité Central del Partido Comunista Chino, en la que aconsejaban al gobierno que seleccionara 50 universidades clave en China para la inversión nacional en educación superior. La carta fue aprobada por Deng Xiaoping, pero ninguna de las cuatro universidades fue seleccionada. Durante la década de 1980, Liu se convirtió en un activo defensor de la fusión de la Universidad de Zhejiang, la Universidad de Hangzhou, la Universidad Agrícola de Zhejiang y la Universidad Médica de Zhejiang, después de escuchar a los exalumnos de Zhejiang en el extranjero.

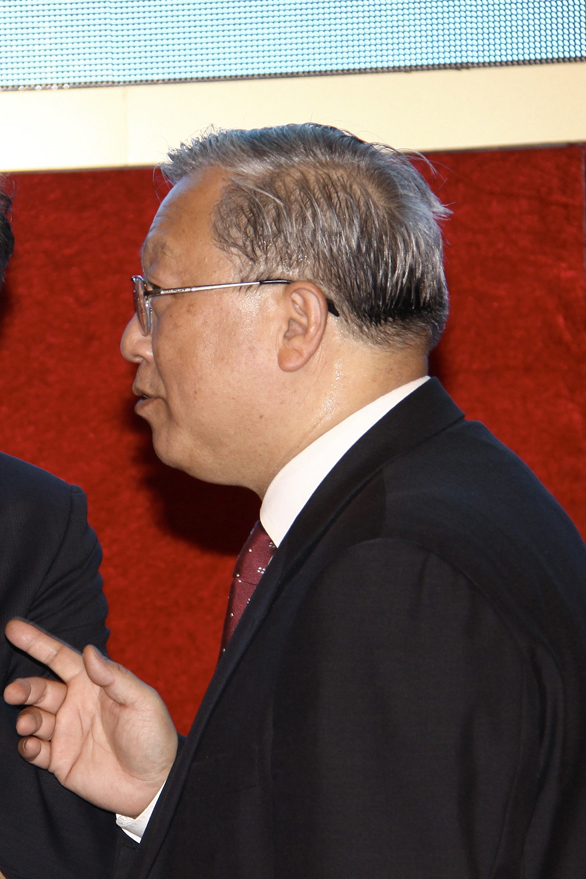
Lu Yongxiang fue el presidente de la Universidad de Zhejiang durante 1988-1995.

A mediados de la década de 1980, con la aceptación general del Hanyu Pinyin, la romanización postal de los nombres de lugares dentro de los nombres de las universidades, pasó a ser sustituida por los equivalentes en Pinyin. Así, Chekiang pasó a ser sustituido por Zhejiang, mientras que Hangchow fue reemplazado por Hangzhou, lo que provocó cambios en los nombres ingleses de las universidades. Entre 1979 y 1989, con la liberalización de China, se produjeron movimientos estudiantiles, en los que participaron más de 10 universidades de Hangzhou. Con las reformas económicas y el fuerte desarrollo económico local, la Universidad de Zhejiang ha sido un importante centro de emprendimiento, que dio lugar a empresarios, como Shi Yuzhu entre los antiguos alumnos.
En 1989, los estudiantes de la Universidad de Zhejiang se manifestaron en la Plaza de Wulin, Hangzhou, junto con más de otras 10 universidades de Hangzhou, para apoyar las movimiento democrático en Pekín. Al enterarse de la masacre en Pekín, los estudiantes que protestaban bloquearon la vía férrea en la estación de Nanxingqiao con sus cuerpos durante tres días, antes de negociar con el vicegobernador Chai Songyue. Durante la protesta se bloquearon al menos 60 trenes de paso y 166 trenes de carga. Desde 1988 hasta 1995, Lu Yongxiang asumió la presidencia de la Universidad de Zhejiang, durante la cual hizo de la "búsqueda de la innovación" parte del lema de la universidad y reformó los sistemas de enseñanza e investigación, incluyendo la introducción del programa de Clase de Honor Avanzada de Educación en Ingeniería.

#### Fusión de cuatro universidades en 1998
La petición de fusión de la Universidad de Zhejiang, la Universidad de Hangzhou, la Universidad Agrícola de Zhejiang y la Universidad Médica de Zhejiang comenzó desde que la Universidad de Zhejiang se dividió en la década de 1950. Entre los principales defensores de la fusión se encontraban los líderes de las universidades, como Liu Dan y Lu Yongxiang de la Universidad de Zhejiang, Zheng Su de la Universidad de Medicina de Zhejiang, Zhu Zuxiang de la Universidad de Agricultura de Zhejiang, Chen Li de la Universidad de Hangzhou.: 94  En 1997, cuatro destacados científicos que habían trabajado en la Universidad Nacional de Chekiang en los años 30 y 40, es decir, Wang Ganchang y Bei Shizhang en Pekín, además de Su Buqing y Tan Jiazhen en Shanghái, escribieron una carta conjunta al entonces presidente de China Jiang Zemin para aconsejar una fusión de las cuatro universidades.: 94  En 1998, con la aprobación del Consejo de Estado, se creó la nueva Universidad de Zhejiang como una combinación de las cuatro principales universidades. La nueva Universidad de Zhejiang, con más de 30.000 estudiantes y 10.000 empleados fue considerada la mayor institución de educación superior de Asia. Zhang Junsheng fue nombrado secretario del partido de la universidad para encargarse de la fusión.

#### Actualidad (1998-)
En diciembre de 2002, se creó el Centro de Ciencias Matemáticas, dirigido por Shing-Tung Yau distinguido con la Medalla Fields. Shiing-Shen Chern y Su Buqing fueron distinguidos como directores honorarios del Centro. En octubre de 2003, se fundó un instituto de genómica en el campus de Zhijiang de la universidad, que lleva el nombre del Premio Nobel y descubridor de la estructura del ADN James D. Watson. En 2005, la universidad creó el Zhejiang University Holding Group, que posteriormente pasó a llamarse Zhejiang University Yuanzheng Holding Group. A partir de 2022, hay varias empresas afiliadas al grupo que han cotizado en bolsa, como Insigma Technology, United Mechanical & Electrical y Shenghua Land.
En octubre de 2005, el campus de Hubin fue vendido al precio de 2.460 millones de yuanes chinos a Kerry Properties para el desarrollo de un complejo comercial. Las facultades de medicina y farmacología se trasladaron a Zijingang en agosto de 2006. El "Edificio Rojo" del campus, que fue la sede del Tribunal Superior de Zhejiang y del Tribunal Local del Condado de Hang antes de la Segunda Guerra Mundial, fue reservado y transformado en la Sala de Exposiciones de Construcción Urbana de Hangzhou. . Los edificios restantes del campus fueron demolidos en enero de 2007. En 2010, 5 miembros de la Conferencia Consultiva Política del Pueblo Chino de Hangzhou liderados por su presidente Sun Zhonghuan aconsejaron que la Universidad Normal de Hangzhou pasara a llamarse Universidad de Hangzhou, lo que provocó la objeción de los antiguos alumnos de la Universidad de Zhejiang y de la antigua Universidad de Hangzhou.

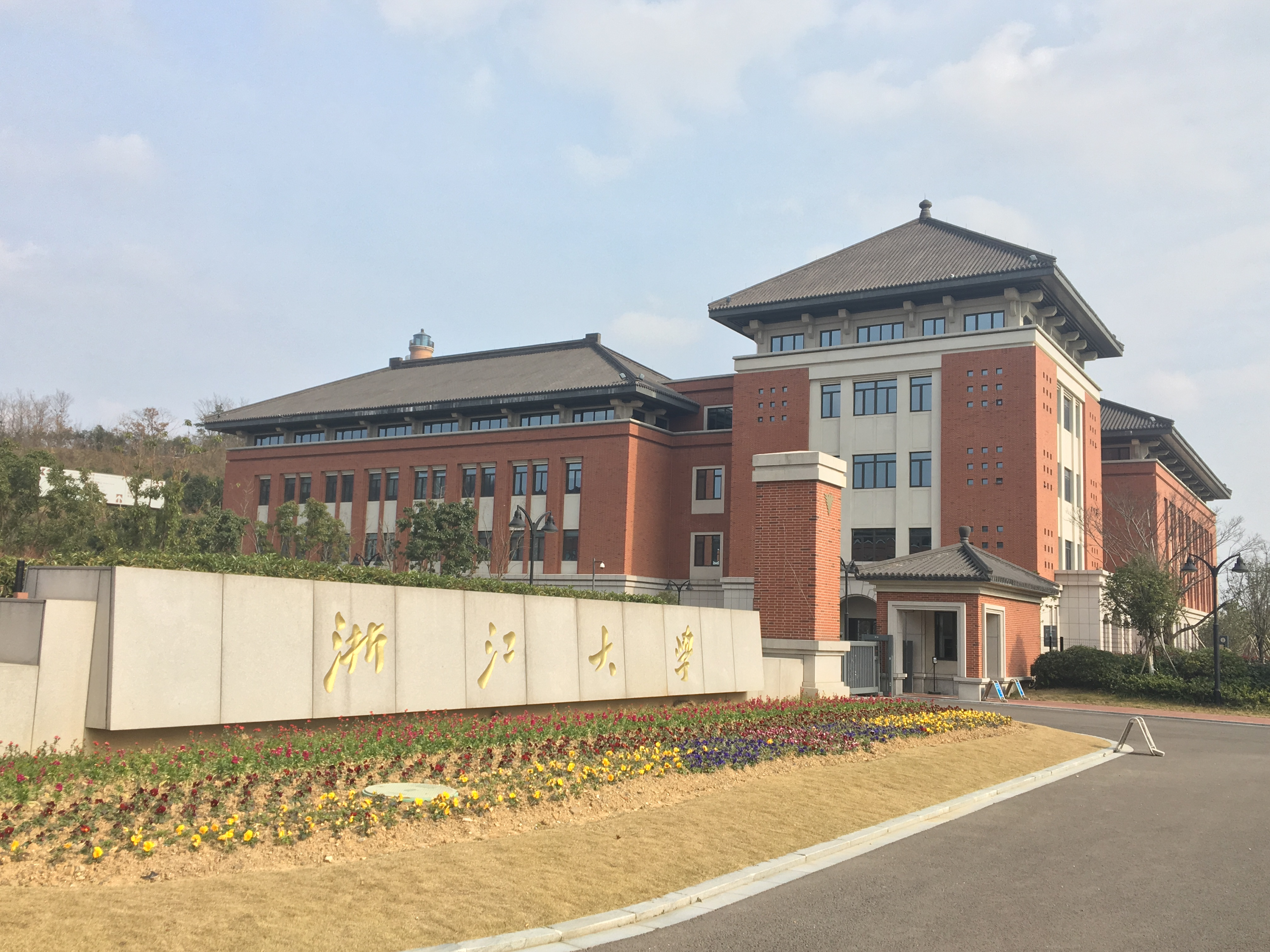
Campus de Zhoushan, el campus para el Ocean College, que entró en funcionamiento en 2015

En junio de 2012, la Universidad de Zhejiang fundó el Ocean College en colaboración con el gobierno municipal de Zhoushan. La colaboración implica un nuevo campus en Zhoushan para la nueva universidad. La universidad comenzó a reclutar estudiantes en 2013. La universidad y su primer lote de estudiantes se trasladaron al nuevo campus de Zhoushan en septiembre de 2015. Se prevé que el nuevo campus acoja a 4000 estudiantes a partir de 2025.

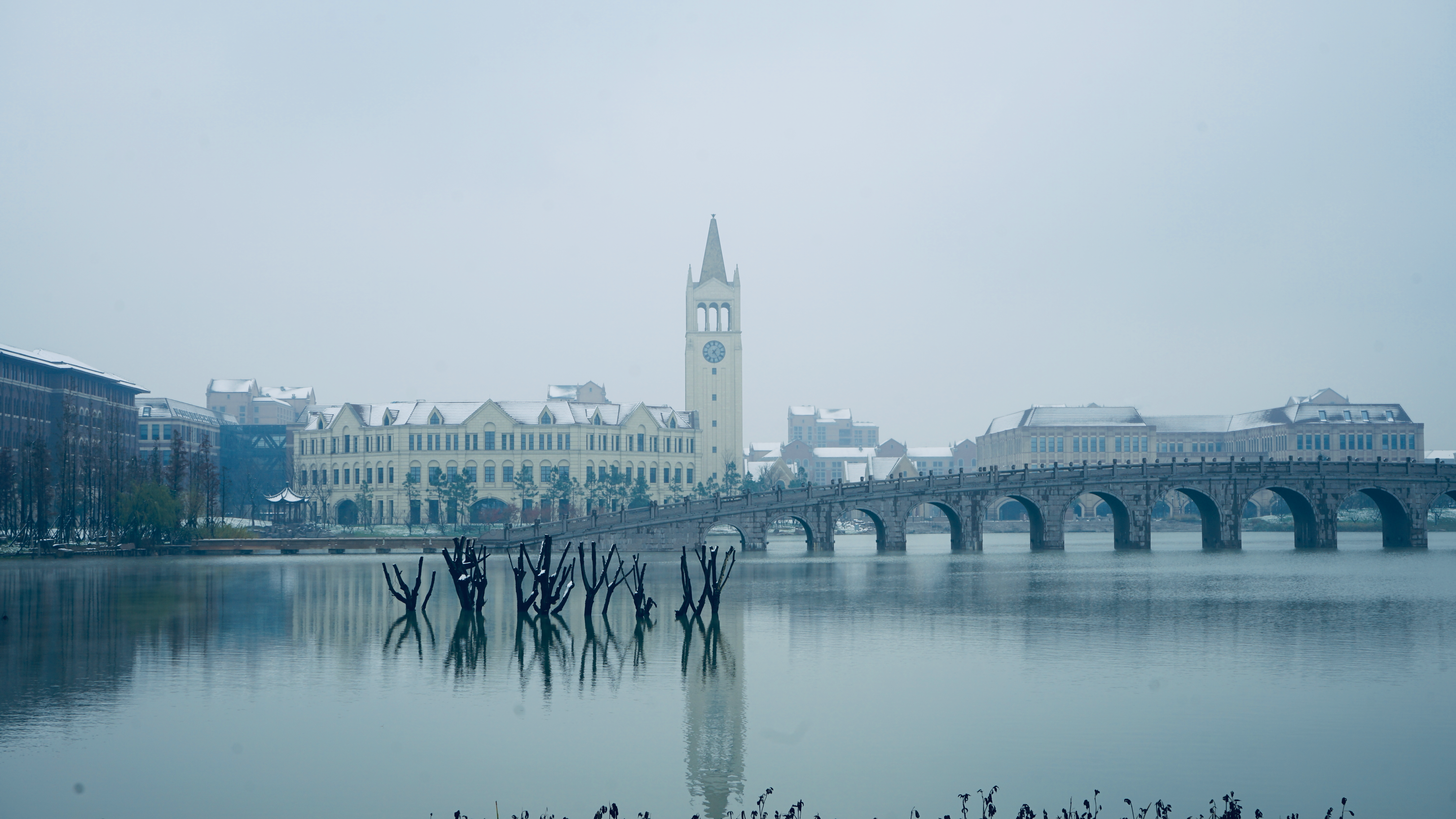
Campus de Haining, base de colaboraciones internacionales de la ZJU, que entró en funcionamiento en 2016.

En febrero de 2013, la universidad decidió construir un campus internacional en el país y otro en el extranjero.  En junio, comenzó a colaborar con el gobierno local de Haining para construir un nuevo campus como base para colaboraciones internacionales. En diciembre de 2014, la universidad firmó un acuerdo con la Universidad de Edimburgo para formar un instituto conjunto en el campus de Haining. En julio de 2015, se firmó otro acuerdo para construir un instituto conjunto con la Universidad de Illinois en Urbana-Champaign. En septiembre de 2016, entró en funcionamiento el nuevo campus de Haining, que tenía previsto acoger a 8000 estudiantes en el futuro.
En abril de 2013, 53 antiguos alumnos firmaron conjuntamente una petición contra el nombramiento de Lin Jianhua como nuevo presidente de la Universidad de Zhejiang. Una carta abierta de los exalumnos dice: "La Universidad de Zhejiang necesita un líder académico íntegro y capaz, no un jefe ejecutivo mediocre"." En noviembre de 2013, Chu Jian, vicepresidente de la universidad que se rumoreaba que estaba detrás de la rara petición, fue detenido por soborno, sin embargo, no fue juzgado hasta 2017 y pronto fue liberado tras ser condenado a 3 años de cárcel que casi se habían cumplido en el momento del juicio. En septiembre de 2013, en medio de una amplia objeción por parte de la población local de Hangzhou y de los exalumnos de la Universidad de Zhejiang, parte del campus de Huajiachi se vendió al precio de 13.670 millones de yuanes chinos (aproximadamente 2.220 millones de dólares estadounidenses), convirtiendo el terreno en el más caro de la historia de la ciudad.
En julio de 2020, la universidad fue objeto de intensas críticas por permitir que un estudiante de una minoría étnica condenado por violación siguiera matriculado. El público cuestionó si la decisión de la universidad era demasiado indulgente con los acosos sexuales. Las abrumadoras opiniones del público hicieron que la universidad revisara el caso, y finalmente expulsó al estudiante.
En noviembre de 2020, la universidad fundó su nuevo campus de Ningbo, donde la Escuela de Tecnología del Software y el Instituto Politécnico de la universidad ofrecen formación de posgrado. El Instituto de Tecnología de Ningbo, que solía ser una escuela técnica independiente afiliada a la ZJU, se transformó en la Universidad NingboTech que es independiente de la ZJU, pero permanece en el campus de Ningbo de la ZJU. En 2019, se fundó el Instituto de Hainan en Sanya, Hainan. En 2021, se fundaron nuevos institutos en Quzhou, Jinhua, Wenzhou, Jiaxing, Huzhou, Shaoxing y Taizhou dentro de Zhejiang. En marzo de 2021, el magnate de la tecnología Colin Huang donó 100 millones de dólares para apoyar el Instituto de Estudios Avanzados de Shanghái de la universidad.